# جک ثبت‌شده
- تکشاخه ۸پی۸سی هشت-تماسی که برای آرجی۴۵اس، آرجی۴۹، آرجی۶۱ و غیره استفاده می‌شود.
- تکشاخه شش-تماسی ۶پی۶سی که برای آرجی۲۵ استفاده شده‌است
- تکشاخه چهار-تماسی ۶پی۴سی که برای آرجی۱۴ استفاده شده‌است
- تکشاخه چهار-تماسی ۴پی۴سی هدست
- فیش ۶پی۶سی، ممکن است برای آرجی۱۱، آرجی۱۴ و آرجی۲۵ استفاده شود.

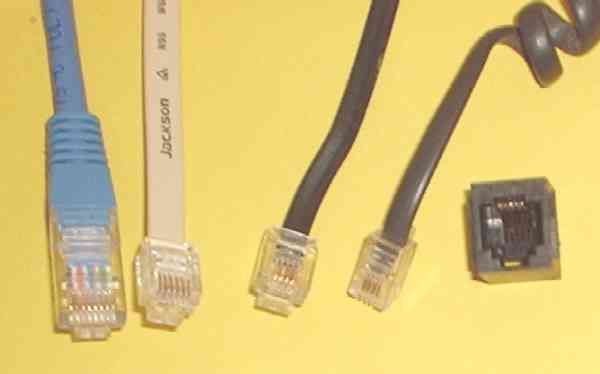
اتصالدهنده پودمانی از چپ به راست:

جَک ثبت‌شده (RJ) (به انگلیسی: registered jack) یک رابط شبکه مخابراتی استاندارد برای اتصال تجهیزات صوتی و داده‌ای به سرویس ارائه شده توسط یک مرکز مبادله محلی یا مرکز راه دور است. رابط‌های شناسه برای اولین بار در سامانه نظام‌نامه سفارش جهانی خدمات (USOC) سامانه بل در ایالات متحده برای انطباق با برنامه ثبت تجهیزات تلفن تهیه شده توسط مشتری که در دهه ۱۹۷۰ توسط کمیسیون فدرال ارتباطات (FCC) مجاز شده بود، تعریف شد. آنها متعاقباً در عنوان ۴۷ مقررات آیین‌نامه‌های فدرال قسمت ۶۸ اتصالدهنده‌های فیش ثبت‌شده پس از اختراع در سال ۱۹۷۳ توسط آزمایشگاه‌های بل، شروع به استفاده کردند. مشخصات شامل ساخت فیزیکی، سیم‌بندی و معنای علامت‌ها است. بر این اساس، فیش‌های ثبت‌شده اول از همه با حروف آرجی نامگذاری می‌شوند و به دنبال آنها دو رقم بیان می‌شود. پسوندهای حرف اضافی تغییرات جزئی را نشان می‌دهند. به عنوان مثال، آرجی۱۱، آرجی۱۴ و آرجی۲۵ به ترتیب بیشترین رابط‌های مورد استفاده برای اتصالات تلفنی برای سرویس‌های یک، دو و سه خطی هستند. اگرچه این استانداردها در ایالات متحده تعاریف همه‌پذیر هستند، اما از برخی رابط‌ها در سراسر جهان استفاده می‌شود.

## انواع
| کد                  | اتصال دهنده                | استفاده |
| ------------------- | -------------------------- | --- |
| آرجی‌آی۱ایکس         | تبدیل ۲۲۵آی                | اتصال‌دهنده یک تک‌شاخه پودمانی به فیش چهار-شاخه |
| آرجی‌آی۲ایکس         | تبدیل ۲۶۷آی                | اتصال‌دهنده جداساز یک فیش پودمانی به دو فیش پودمانی |
| آرجی‌آی۳ایکس         | تبدیل ۲۲۴آی                | اتصال‌دهنده برای تبدیل یک تک‌شاخه پودمانی به فیش ۱۲ شاخه |
| آرجی۲ام‌بی           | ۵۰ پایه                    | ۲–۱۲ خط تلفن با آرایش شلوغ |
| آرجی۱۱ (سی / دبلیو) | ۶پی۲سی                     | اتصال پل برای یک خط تلفن برقرار می‌کند (اگر برق جفت دوم ۶پی۴سی باشد) |
| آرجی۱۲ (سی / دبلیو) | ۶پی۶سی                     | یک اتصال پل برای یک خط تلفن با کنترل سیستم تلفن تجارتی قبل از مدار خط برقرار می‌کند |
| آرجی۱۳ (سی / دبلیو) | ۶پی۴سی                     | مشابه آرجی۱۲، اما پشت مدار خط |
| آرجی۱۴ (سی / دبلیو) | ۶پی۴سی                     | برای دو خط تلفن (۶پی۶سی در صورت روشن بودن جفت سوم) |
| آرجی۱۵سی            | ۳ پایه ضدآب                | برای یک خط تلفن برای قایق‌های دریایی |
| آرجی۱۸ (سی / دبلیو) | ۶پی۶سی                     | برای یک خط تلفن با آرایش شلوغ |
| آرجی۲۱ایکس          | ۵۰ پایه                    | پیکربندی T/آر پل‌شده با خط چندگانه (حداکثر ۲۵) |
| آرجی۲۵ (سی / دبلیو) | ۶پی۶سی                     | برای سه خط تلفن |
| آرجی۲۶ایکس          | ۵۰ پایه                    | برای خط‌های داده چندگانه، همه‌کاره |
| آرجی۲۷ایکس          | ۵۰ پایه                    | برای خط‌های داده چندگانه، برنامه‌ریزی شده‌است |
| آرجی۳۱ایکس          | ۸پی۸سی                     | به یک سیستم هشدار اجازه می‌دهد تا برای برقراری تماس خروجی در هنگام زنگ هشدار، خط تلفن را ضبط کند. فیش از همه تجهیزات دیگر به رابط شبکه نزدیکتر است. فقط ۴ رسانا استفاده می‌شود. |
| آرجی۳۲ایکس          | ۸پی۸سی                     | مانند آرجی۳۱ایکس، این سیم‌بندی سری اتصال نوک و حلقه را از طریق بلوک اتصال فراهم می‌کند، اما هنگامی که تجهیزات محل مشتری به صورت سری با یک ایستگاه مانند شماره‌گیر خودکار متصل می‌شود، استفاده می‌شود. |
| آرجی۳۳ایکس          | ۸پی۸سی                     | این سیم‌بندی یک سری نوک و حلقه ای از خط KTS را پیش از مدار خط فراهم می‌کند زیرا تجهیزات ثبت‌شده نیاز به زنگ سی‌او/پی‌بی‌ایکس و اتصال پل‌شده از سر آی و آی۱ از پشت مدار خط دارند. نوک و حلقه تنها سرهایی است که با قرار دادن فیش سی‌پی‌ائی باز می‌شود. استفاده معمول برای شماره‌گیرهای خودکار و محدود کننده‌های تماس ارائه شده توسط مشتری است. |
| آرجی۳۴ایکس          | ۸پی۸سی                     | مشابه آرجی۳۳ایکس است، اما همه سرها در پشت مدار خط متصل می‌شوند. |
| آرجی۳۵ایکس          | ۸پی۸سی                     | این ترتیب یک اتصال نوک و حلقه ای را به هر خطی که در یک مجموعه تلفن اصلی انتخاب شده‌است به علاوه یک سر آی و آی۱ پل فراهم می‌کند. |
| آرجی۳۸ایکس          | ۸پی۴سی                     | مشابه آرجی۳۱ایکس، دارای مدار تداوم است. اگر تکشاخه از فیش جدا شود، میله‌های اتصال کوتاه اجازه می‌دهد تا مدار تلفن به تلفن‌های مستقر برقرار بماند. فقط ۴ رسانا استفاده می‌شود. |
| آرجی۴۱اس            | ۸پی۸سی، ضامن‌دار            | برای یک خط داده، همه‌کاره (اتلاف حلقه ثابت و برنامه‌ریزی شده) |
| آرجی۴۵اس            | ۸پی۸سی، ضامن‌دار            | برای یک خط داده، با مقاومت برنامه‌نویسی |
| آرجی۴۸سی            | ۸پی۴سی                     | برای خط داده چهار سیمه (دی‌اس‌ایکس-۱) |
| آرجی۴۸اس            | ۸پی۴سی، ضامن‌دار            | برای خط داده چهار سیمه (دی‌دی‌اس) |
| آرجی۴۸ایکس          | ۸پی۴سی با نوار اتصال کوتاه | برای خط داده چهار سیمه (دی‌اس۱) |
| آرجی۴۹سی            | ۸پی۸سی                     | برای آی‌اس‌دی‌ان بی‌آرآی از طریق ان‌تی۱ |
| آرجی۶۱ایکس          | ۸پی۸سی                     | برای چهار خط تلفن |
| آرجی۷۱سی            | ۵۰ پایه                    | اتصال سری ۱۲ خط با استفاده از اتصالدهنده ۵۰ پایه (همراه با تبدیل پل) پیش از تجهیزات مشتری. بیشتر برای تجهیزات توالی‌دهنده تماس استفاده می‌شود. |

بسیاری از نام‌های اصلی پسوندهایی دارند که نشانگر زیرگونه‌ها هستند:
- سی: توکار یا روکار
- دبلیو: انعطاف‌پذیر
- دبلیو: دیواری
- اِل: پایه چراغ
- اس: تک-خط
- ام: چند-خطی
- ایکس: فیش هم‌تافت

به عنوان مثال، آرجی۱۱ به دو صورت وجود دارد: آرجی۱۱دبلیو فیشی است که می‌توان تلفن دیواری را آویخت، در حالی که آرجی۱۱سی فیش ثبت‌شده‌ای است برای داشتن یک زه متصل شده به آن. زه را می‌توان به آرجی۱۱دبلیو نیز متصل کرد.

## سیم‌بندی آرجی۱۱، آرجی۱۴، آرجی۲۵

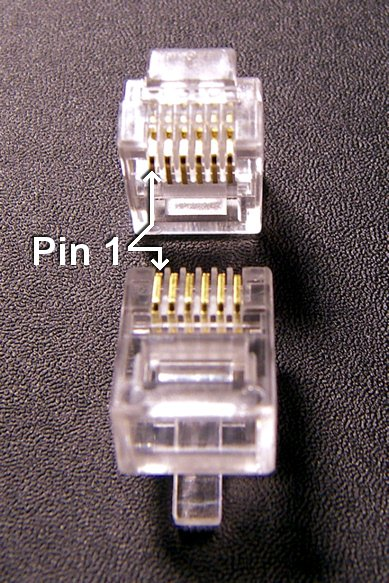
اتصالدهنده ۶پی۶سی که محل پایه ۱ را نشان می‌دهد

### طرح‌پایه
| موقعیت | زوج | نوک (تی) یا حلقه (آر) | ± | آرجی۱۱ | آرجی۱۴ | آرجی۲۵ | رنگ‌های سامانه بل ایالات متحده [a] | کد رنگی ۲۵ زوج [b] | رنگ‌های آلمانی [c]   | رنگ‌های استرالیایی | رنگ‌های هُلندی |
| ------ | --- | --------------------- | - | ------ | ------ | ------ | --------------------------------- | ------------------ | ------------------- | ----------------- | ------------ |
| ۱      | ۳   | تی                    | + |        |        | تی۳    | یا سفید یا نارنجی                 | سفید / سبز         | بنفشه               | نارنجی            | استفاده نشده |
| ۲      | ۲   | تی                    | + |        | تی۲    | تی۲    | سیاه                              | سفید / نارنجی      | سبز                 | قرمز              | نارنجی       |
| ۳      | ۱   | آر                    | - | آر۱    | آر۱    | آر۱    | قرمز                              | سفید ابی           | سفید                | آبی               | قرمز         |
| ۴      | ۱   | تی                    | + | تی۱    | تی۱    | تی۱    | سبز                               | سفید آبی           | قهوه‌ای              | سفید              | آبی          |
| ۵      | ۲   | آر                    | - |        | آر۲    | آر۲    | زرد                               | نارنجی / سفید      | زرد                 | سیاه              | سفید         |
| ۶      | ۳   | آر                    | - |        |        | آر۳    | یا آبی یا قهوه‌ای                  | سبز / سفید         | خاکستری مایل به آبی | سبز               | استفاده نشده |

## آرجی۴۵اس

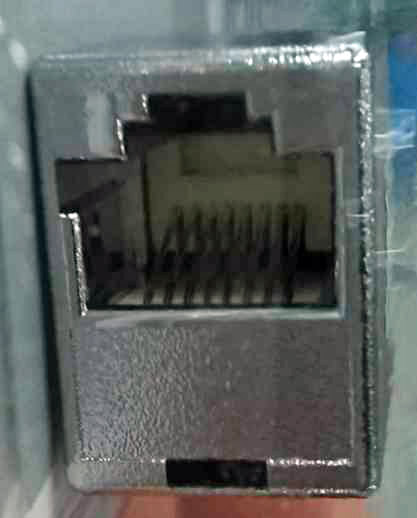
۸پی۸سی اتصال‌دهنده مادگی ضامن‌دار (فیش)

آرجی۴۵اس، یک فیش استاندارد که فقط یکبار برای رابط‌های مودم یا داده‌ها تعیین شده‌است، از یک تغییر مکانیکی-ضامن‌دار بدنه ۸پی۸سی با یک زبانه اضافی استفاده می‌کند که از جفت شدن آن با سایر اتصالات جلوگیری می‌کند. تفاوت بصری با ۸پی۸سی شایع تر است. اتصال پودمانی آرجی۴۵اس ضامن‌دار ۸پی۲سی دارای پایه‌های ۵ و ۴ سیم‌دار برای نوک و حلقه یک خط تلفن و پایه‌های ۷ و ۸ دارای مقاومت برنامه‌نویسی بود، اما امروزه منسوخ شده‌است.

## ِآرجی۴۸
| پایه | زوج | علامت       | رنگ            |
| ---- | --- | ----------- | -------------- |
| ۱    | آر  | حلقه آرایکس | نارنجی / سفید  |
| ۲    | تی  | نوک آرایکس  | سفید / نارنجی  |
| ۳    |     | رزرو شده    | سفید / سبز     |
| ۴    | آر۱ | حلقه تی‌ایکس | سفید ابی       |
| ۵    | تی۱ | نوک تی‌ایکس  | سفید آبی       |
| ۶    |     | رزرو شده    | سبز / سفید     |
| ۷    |     | سپر (شیلد)  | سفید / قهوه ای |
| ۸    |     | سپر (شیلد)  | قهوه ای / سفید |

## آرجی۶۱
| پایه | زوج | علامت | رنگ            |
| ---- | --- | ----- | -------------- |
| ۱    | ۴   | نوک   | سفید / قهوه ای |
| ۲    | ۳   | نوک   | سفید / سبز     |
| ۳    | ۲   | نوک   | سفید / نارنجی  |
| ۴    | ۱   | حلقه  | سفید ابی       |
| ۵    | ۱   | نوک   | سفید آبی       |
| ۶    | ۲   | حلقه  | نارنجی / سفید  |
| ۷    | ۳   | حلقه  | سبز / سفید     |
| ۸    | ۴   | حلقه  | قهوه‌ای / سفید  |

آرجی۶۱ یک رابط فیزیکی است که اغلب برای پایان‌دهی به کابل‌های نوع زوج به‌هم تابیده استفاده می‌شود.